# Дербул
Дербул или Телбур (на китайски: 德尔布尔河, Деербуерхъ) е река в Североизточен Китай, в автономния регион Вътрешна Монголия, десен приток на Аргун. С дължина 250 km и площ на водосборния басейн 5770 km² река Дербул води началото си от северната част на планината Голям Хинган на 1134 m н.в., в автономния регион Вътрешна Монголия. По цялото си протежение тече основно в югоизточна посока в горното течение в тясна и заледена планинска долина, а в долното – в широка и силно заблатена долина. Влива се отдясно в река Аргун (дясна съставяща на Амур), на 514 m н.в., на границата с Русия. Основни притоци: Телбукан и Хаул (десни). Има ясно изразено лятно пълноводие и есенно-зимно маловодие. Водите ѝ се използват основно са превоз на необработен дървен материал.